# Антон Вергилов
Антон Тодоров Вергилов е български футболист, защитник от школата на „Левски“ (София). Висок е 183 и тежи 80 кг.

## Кариера
Играл е още за „Бдин“ и „Родопа“. Дебютира за „Левски“ на 15 март 2003, когато влиза като резерва в 78-ата минута в домакински мач срещу Рилски спортист при резултат 6:0 за „Левски“. Вицешампион и носител на купата на страната през 2003 г. с „Левски“. За купата на УЕФА е изиграл 3 мача за Левски. Има 1 мач за националния отбор и 16 мача за младежкия национален тим.

## Статистика по сезони
- Левски (Сф) – 2003/пр. - A група, 2 мача/0 гола
- Бдин – 2003/ес. - В група, 15/2
- Родопа – 2004/пр. - A група, 13/0
- Родопа – 2004/05 – A група, 24/1
- Левски (Сф) – 2005/ес. - A група, 1/0
- Родопа – 2006/пр. - A група, 10/0
- Родопа – 2006/07 – A група